# 佐近正晴
佐近 正晴（さこん まさはる、1906年〈明治39年〉 - 1960年〈昭和35年〉）は、日本の実業家。弓浜漁業の元社長。

## 経歴
鳥取県西伯郡余子村大字福定（現在の境港市福定町）に佐近豊松の子として生まれる。
父・豊松と共に地引網の振興をはかり、“豊十網”は弓浜地方屈指の網元となった。更に大型木造船による沿岸漁業に着手、多くの朝鮮人を雇って鯔漁や鯖漁に専念し、境港漁業の発展につとめた。
戦後は就労の場のない地域の青少年を集めて「佐近船団」を組織したり、漁業協同組合結成に尽力したりと境港漁業史に大きな足跡を残した。